# Isla Thurston

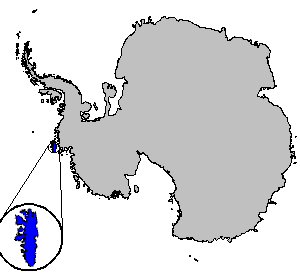
Localizaciónn de la isla Thurston.

La isla Thurston (72°06′S 99°00′O / -72.100, -99.000) tiene 215 kilómetros de largo por 90 kilómetros de ancho y 15 700 km² de área. Está cubierta de hielo. Se encuentra al noroeste de la Tierra de Ellsworth, Antártida. Es la tercera isla más grande de la Antártida, después de la isla Alejandro I y la isla Berkner. La isla está separada del continente por el estrecho de Peacock, que está ocupado por la parte occidental de la barrera de hielo Abbot. La isla Thurston no es reclamada por ningún país.
La isla fue descubierta desde el aire por el contraalmirante Richard Evelyn Byrd el 27 de febrero de 1940, quien la llamó en honor a W. Harri Thurston, fabricante textil de Nueva York, diseñador de los protectores del viento llamados paño Byrd y patrocinador de expediciones Antárticas. 
Al principio fue cartografiada como un península, el rasgo no fue reconocido como una isla hasta 1960.